# Parafia Miłosierdzia Bożego w Pszczynie
Parafia Miłosierdzia Bożego – rzymskokatolicka parafia znajdująca się w Pszczynie. Parafia należy do dekanatu pszczyńskiego. 

## Historia
Parafia została utworzona 24 czerwca 1997 roku jako parafia tymczasowa. 
Budowę nowego kościoła prowadził ks. Alfred Tatarzyn. Świątynię została poświęcona 9 listopada 2011 r. przez abpa Damiana Zimonia.

## Proboszczowie
Źródło: 
- ks. Alfred Tatarzyn (administrator 1997–2011, proboszcz 2011–2022)
- ks. dr Roman Chromy (od 2022)